# Utricularia benjaminiana
Utricularia benjaminiana este o specie de plante carnivore din genul Utricularia, familia Lentibulariaceae, ordinul Lamiales, descrisă de Daniel Oliver. Conform Catalogue of Life specia Utricularia benjaminiana nu are subspecii cunoscute.